# Houghton Hall

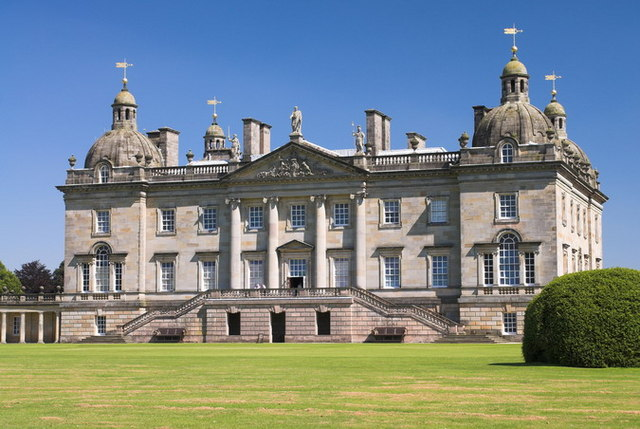
Houghton Hall

Houghton Hall – posiadłość, którą pierwszy premier brytyjski Robert Walpole odziedziczył po przodkach i rozbudowywał od roku 1720. Architektami byli Colen Campbell, James Gibbs i William Kent.